# Gymnotus inaequilabiatus
Gymnotus inaequilabiatus és una espècie de peix pertanyent a la família dels gimnòtids.
És un peix d'aigua dolça, bentopelàgic i de clima subtropical. Es troba a Sud-amèrica a la conca del riu Paraguai i, probablement també, la del Paranà. És inofensiu per als humans.